# José Batlle y Ordóñez (ville)
José Batlle y Ordóñez est une ville de l'Uruguay située dans le département de Lavalleja. Sa population est de 2 424 habitants.

## Histoire
La ville a été fondée le 25 juin 1883 par Carlos Núñez. Elle a changé son nom en 1907 pour celle de José Batlle y Ordóñez, président de l'Uruguay.

## Population
| Année | Population |
| ----- | ---------- |
| 1963  | 2 738      |
| 1975  | 2 074      |
| 1985  | 2 448      |
| 1996  | 2 298      |
| 2004  | 2 424      |

Référence,: